# Pieter Giltaij
Pieter Giltaij (Haarlem, 21 juli 1916 - Opijnen, 4 maart 1999), was een Nederlands kunstenaar, tekenaar, etser, en kunstschilder. Hij was autodidact. Een van zijn inspirators was de Haarlemse kunstenaar Floris de Groot. Van 1959 tot 1979 doceerde Pieter Giltaij tekenkunst aan de Koninklijke Academie van Beeldende Kunsten in Den Haag.

## Leven en Werk
Giltaij werd in 1916 geboren in Haarlem als zoon van een smid. Al op jonge leeftijd toonde hij een grote aanleg voor tekenen. Enige tijd werkte hij voor een glas-in-lood bedrijf.
Tijdens de mobilisatie werd hij opgeroepen voor de cavalerie en hij nam in het Regiment Huzaren deel aan de Slag om de Grebbeberg. Nadien dook hij onder bij de tandarts Dolf Planteijdt in Aerdenhout, waar hij de tandartsassistente en zijn toekomstige vrouw Cock Bosch ontmoette. Ze trouwden in 1945 en vestigden zich in Zandvoort. Bij Planteijdt had Giltaij ook de kunstenaar Floris de Groot leren kennen, onder wiens invloed hij geraakte.
Giltaij legde zich toe op het maken van tekeningen en etsen van duinlandschappen in de omgeving van Zandvoort, en van portretten en figuren. Hij werd lid van de Nederlandse Kring van Tekenaars. Giltaij signeerde zijn achternaam vaak met een "i-grec" aan het eind waardoor er twee spellingen Giltaij en Giltay in omloop zijn geraakt. In 1965 verhuisde het gezin Giltaij naar het Betuwse dorp Opijnen, waar Giltaij en zijn vrouw tot in hun laatste jaren hebben gewoond in een verbouwde boerderij aan de Waal. Giltaij legde zich toe op het maken van aquarellen van stillevens en van het rivierenlandschap.

### Privé
Uit het huwelijk werden twee zoons geboren. 
Giltaij was een van de drijvende krachten achter de culturele vereniging 't Helm die in 1950 in Zandvoort werd opgericht. Een grote schare vrienden bezochten regelmatig het karakteristieke huis van de familie Giltaij. Onder hen waren de fluitist Marius Ruysink, de tekenaar Rein Dool, de dichter Ed Leeflang, de klaveciniste Anneke Uittenbosch, de kunstenaars Ro Mogendorff en Jaap Kaal.

## Docent
In 1959 aanvaardde Pieter een betrekking als docent tekenen aan de Koninklijke Academie van Beeldende Kunsten in Den Haag.
Tot zijn leerlingen behoren onder anderen Matthijs Röling, Adolfo Ramón en Pieter Knorr.
Hij heeft tot 1979 lesgegeven aan de Academie.

## Tentoonstellingen
- 1995 Kunstzaal van Heijningen
- 1988 Stedelijk Museum Zutphen
- 1986 Galerie "De Mijt"
- 1985 Galerie "De Mijt"
- 1978 Dordrechts Museum
- 1972 Art et Amicitiae Amsterdam
- 1965 't Zaaltje Assen
- 1963 Prinsetún Leeuwarden
- 1963 Hengelose Kunstzaal
- 1963 Slot Zeist
- 1961 Kunstzaal Van Hulsen, Leeuwarden
- 1960 Stedelijk Museum Amsterdam
- 1960 Stedelijk Museum "Het Prinsenhof" Delft
- 1958 Kunstzaal "In't Goede Uur', Haarlem
- 1958 Lugano Groepstentoonstelling
- 1958 Logge del Uffici Florence groepstentoonstelling
- 1957 Stedelijk Museum "Het Prinsenhof" Delft
- 1957 De Utrechtse Kring Utrecht
- 1956 Stedelijk Museum "Het Prinsenhof" Delft
- 1955 Kunsthandel Meurs Amsterdam
- 1954 Rotterdamse Kunstkring
- 1953 Kunstzaal Plaats, Den Haag
- 1953 Museum Fodor Amsterdam
- 1952 Leicester, Norwich
- 1950 Hotel Esplanade Zandvoort
- 1946 Bennewitz "s Gravenhage.